# Świątynia Apollina Epikuriosa w Bassaj
Świątynia Apollina Epikuriosa w Bassaj – świątynia ku czci Apollina wzniesiona w drugiej połowie V wieku p.n.e. w greckich Bassaj. Wpisana w 1986 roku na listę światowego dziedzictwa UNESCO, jest jedną z najlepiej zachowanych świątyń starożytnej Grecji.

## Historia
Wzniesiona została prawdopodobnie na miejscu starszej świątyni z VII wieku p.n.e. przez mieszkańców arkadyjskiej Figalii pomiędzy 420 a 400 rokiem p.n.e., w fazie szczytowego rozkwitu kultury starożytnej Grecji. Stanowiła część sanktuarium Apolla (jego epitet Epikurios oznacza „ten, który pomógł”, ponieważ bóg miał ocalić mieszkańców Figalii od zarazy). Pauzaniasz, który odwiedził świątynię w 174 roku n.e., przypisywał autorstwo budowli Iktinosowi, projektantowi Partenonu. Obiekt był użytkowany w czasach hellenistycznych i rzymskich. 
Świątynia położona na izolowanym terenie wiejskim, najpewniej pozostawała zapomniana aż do XVIII wieku, dzięki czemu zachowała się w stanie niemal nienaruszonym od czasów antycznych (wskutek erozji drewnianej więźby zawalił się dach). W 1765 roku została odkryta przez francuskiego architekta Joachima Bochera. Uszkodzenia budowli dokonane przez człowieka wyniknęły głównie z prób usunięcia metalowych łączników.
W 1812 roku przeprowadzono pierwsze amatorskie wykopaliska archeologiczne. Fryz został sprzedany i wywieziony w 1815 roku do Muzeum Brytyjskiego, gdzie pozostaje do dziś; fragment unikatowej kolumny korynckiej znajduje się w Narodowym Muzeum Archeologicznym w Atenach. Kolejne wykopaliska i prace restauratorskie prowadziło Ateńskie Towarzystwo Archeologiczne od 1902 roku.
W 1975 roku powołano komitet ds. konserwacji świątyni. W celu zabezpieczenia budowli przed degradacją w 1987 roku zabezpieczono ją namiotem (okrycie ma pozostać do czasu zakończenia prac) oraz utworzono odpowiedni system odpływu wody. Teren sanktuarium został ogrodzony i pozostaje pod całodobową ochroną dla przeciwdziałania ewentualnym wandalizmom.
Świątynia została wpisana w 1986 roku na listę światowego dziedzictwa UNESCO, spełnia I, II i III kryterium; jest to jedna z najlepiej zachowanych świątyń starożytnej Grecji.

## Architektura
Budowla położona jest na osi północ-południe (typowo świątynie stawiano na osi wschód-zachód), co być może było uwarunkowane specyfiką kultu. Świątynię wzniesiono z miejscowego wapienia, natomiast części dachu, kapitele naosu i dekoracje rzeźbiarskie wykonano z marmuru. Budynek o konstrukcji na rzucie prostokąta przedstawia perypteros z opistodomosem; wzdłuż dłuższych boków znajduje się po 15 kolumn, a w fasadzie umieszczono 6 kolumn (typowym układem jest 6-13-kolumnowy). Świątynia pokryta była marmurowym dachem dwuspadowym typu korynckiego. Na uwagę zasługują m.in. oryginalnie zaprojektowany naos z jońskimi półkolumnami i marmurowym fryzem jońskim oraz adyton. W naosie znajdował się najpewniej posąg boga. Elewacje zdobił fryz dorycki z pozbawionymi ornamentów metopami i tryglifami. Nie wiadomo, czy frontony posiadały dekorację rzeźbiarską. Metopy w przedsionku były pokryte płaskorzeźbami i przedstawiały powrót Apollina na Olimp z Hiperborei.
Świątynia jako jedyna łączy w sobie trzy najważniejsze greckie porządki: joński, dorycki i koryncki, i przedstawia sobą zrównoważone połączenie starych i nowych kierunków architektonicznych. W jej konstrukcji stwierdzono najstarszy znany kapitel kolumny korynckiej.

## Galeria

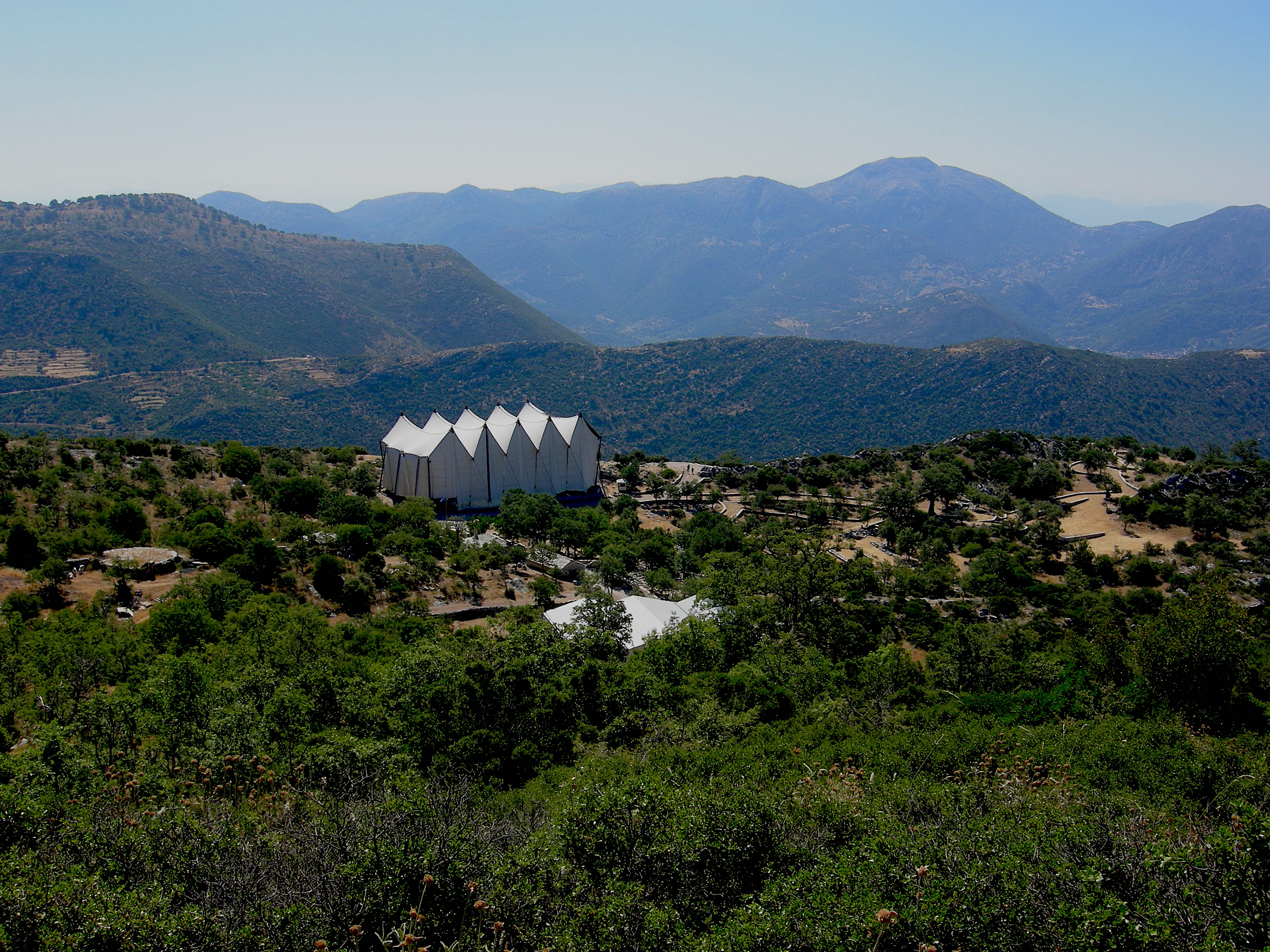
Położenie sanktuarium (widok z Kotylionu)
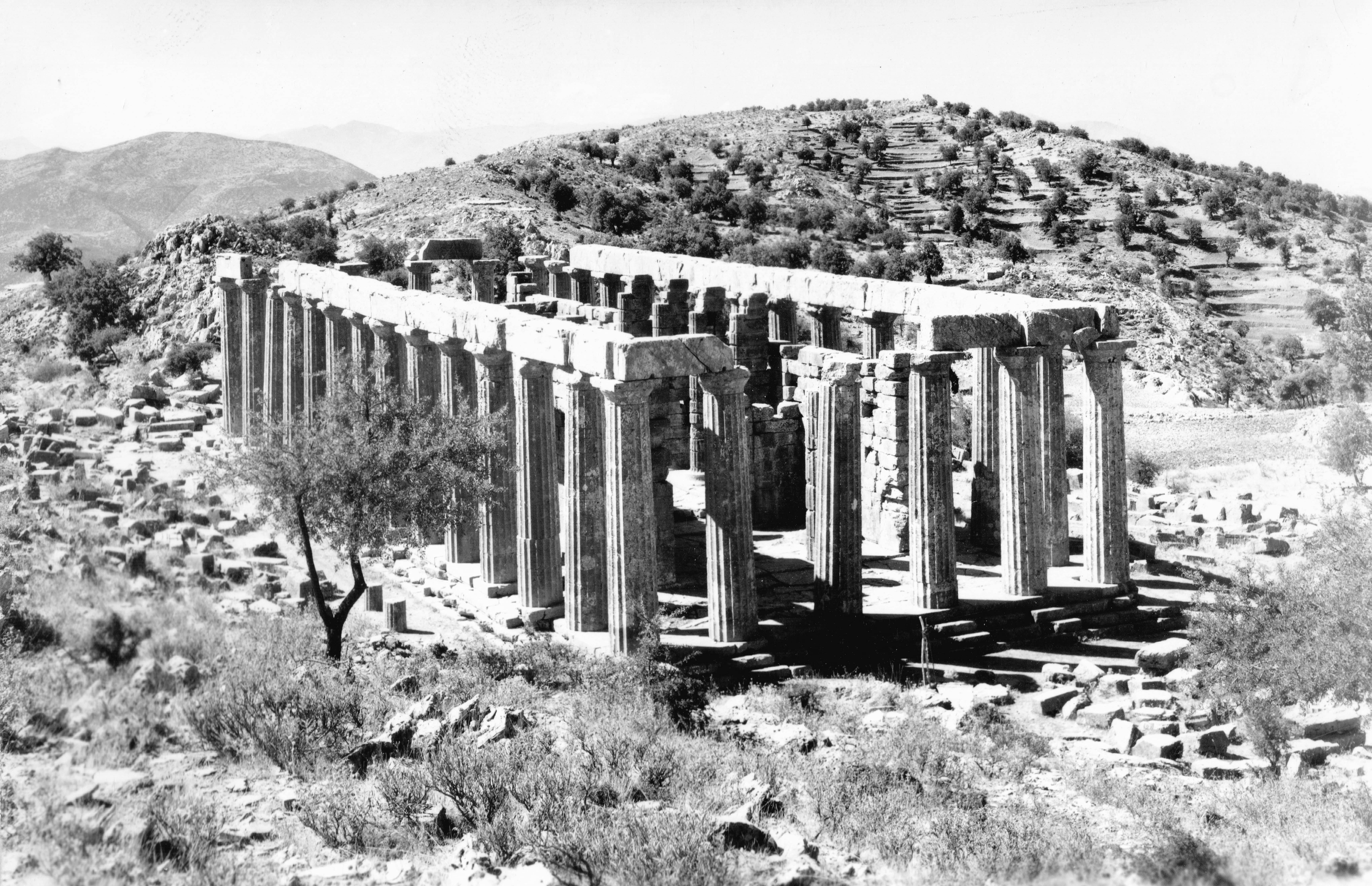
Stan zachowania świątyni (1972)
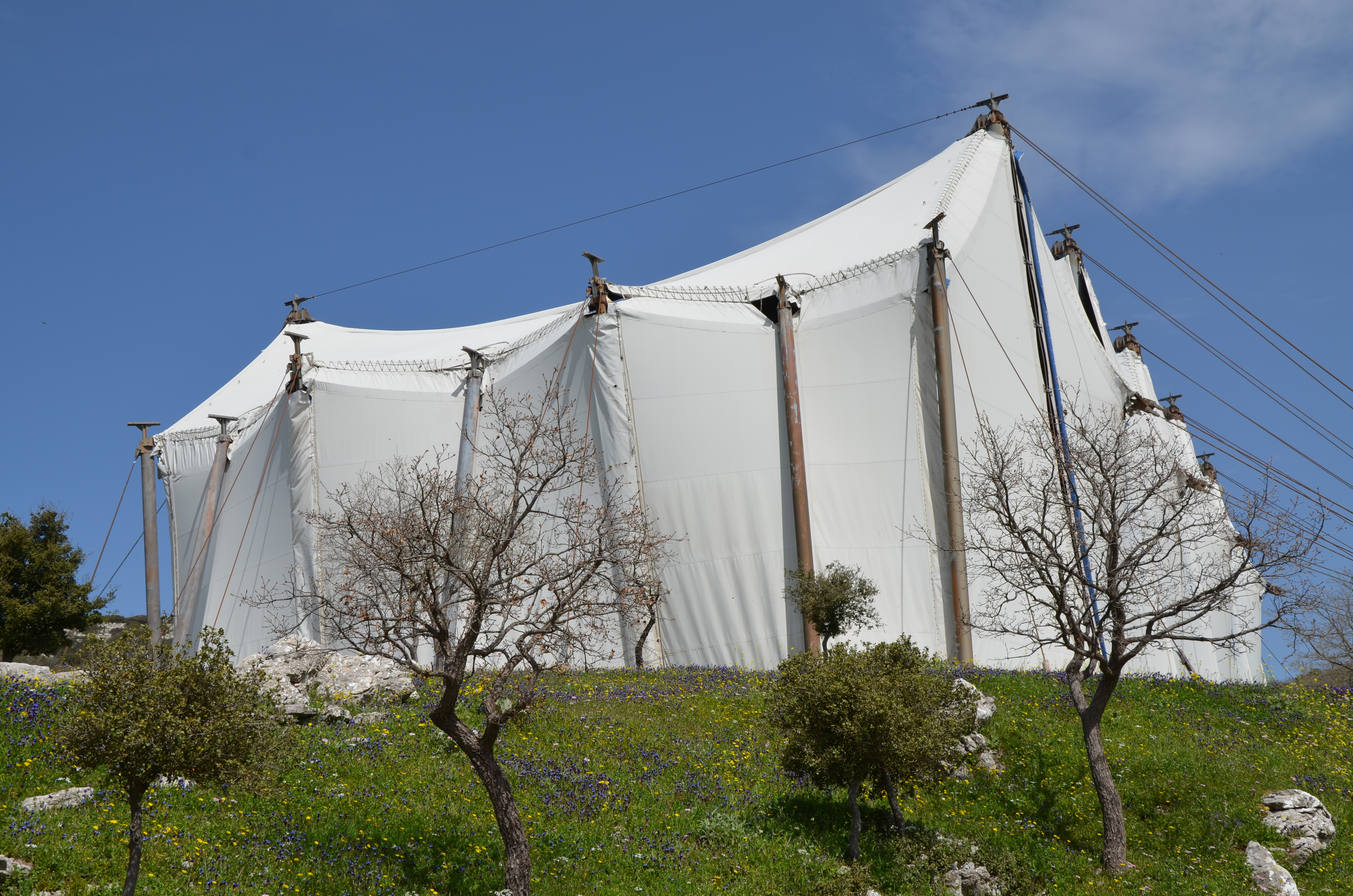
Świątynia zabezpieczona namiotem (2014)
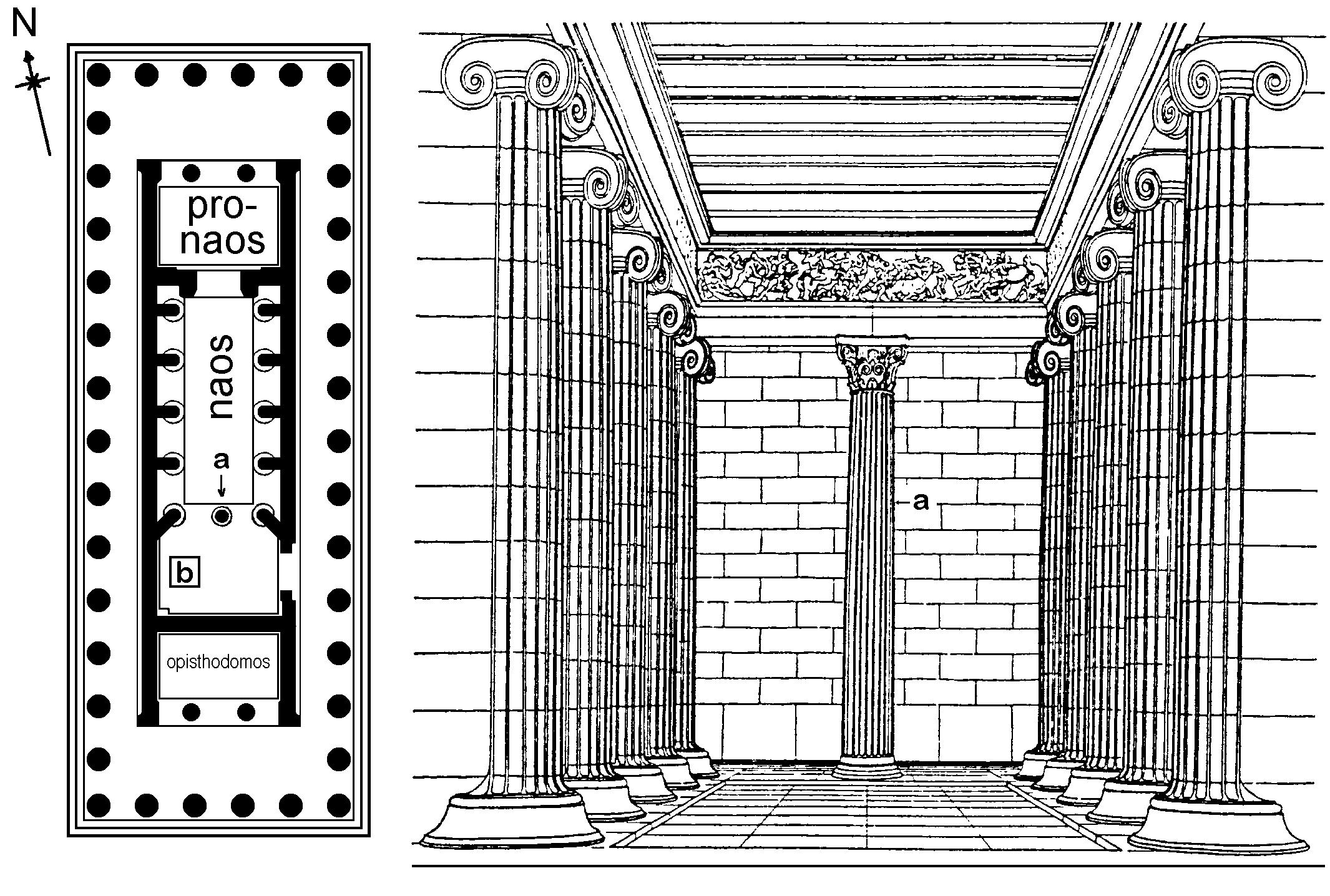
Unikatowa kolumna koryncka w naosie świątyni
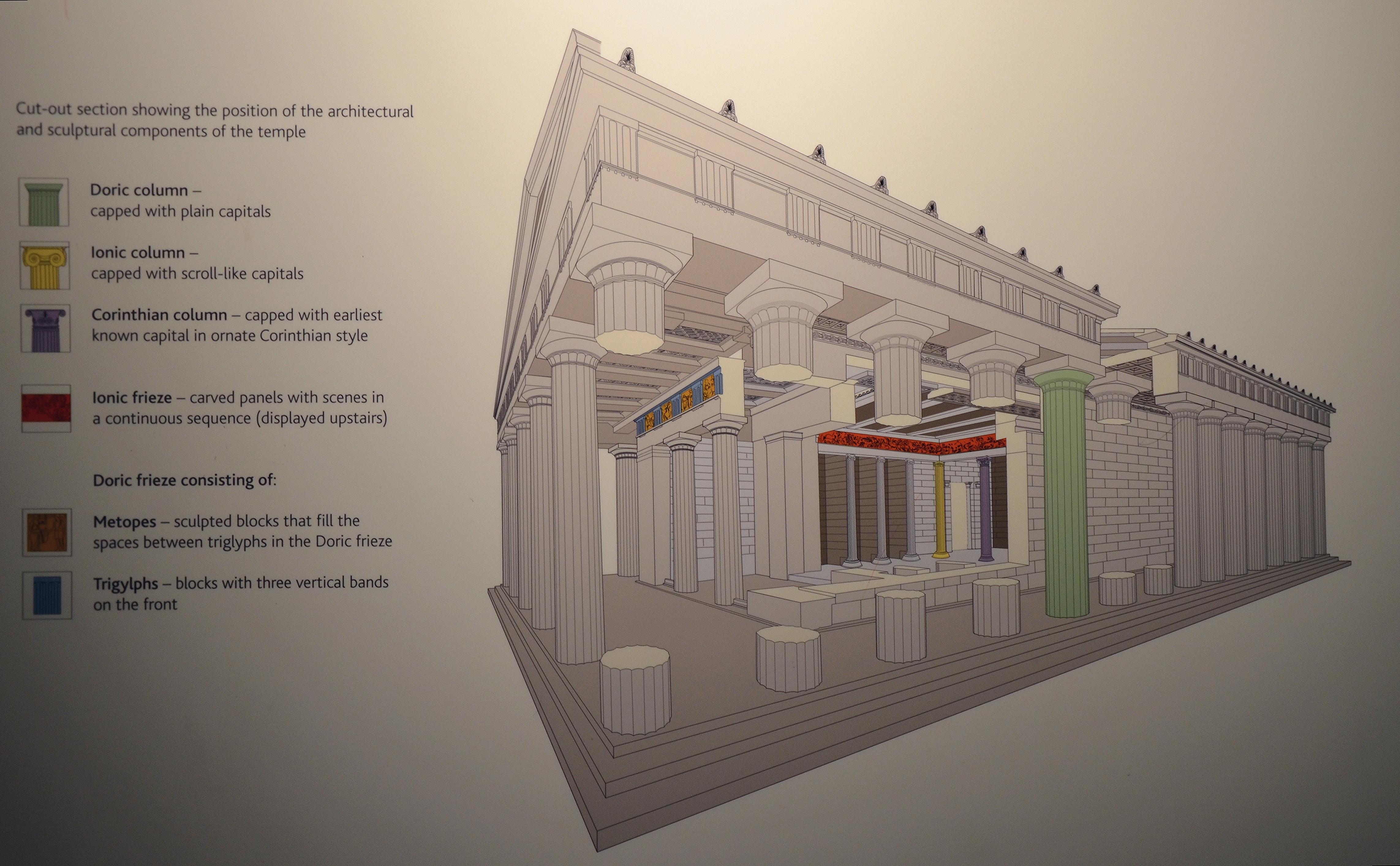
Przekrój architektonicznego ukształtowania świątyni
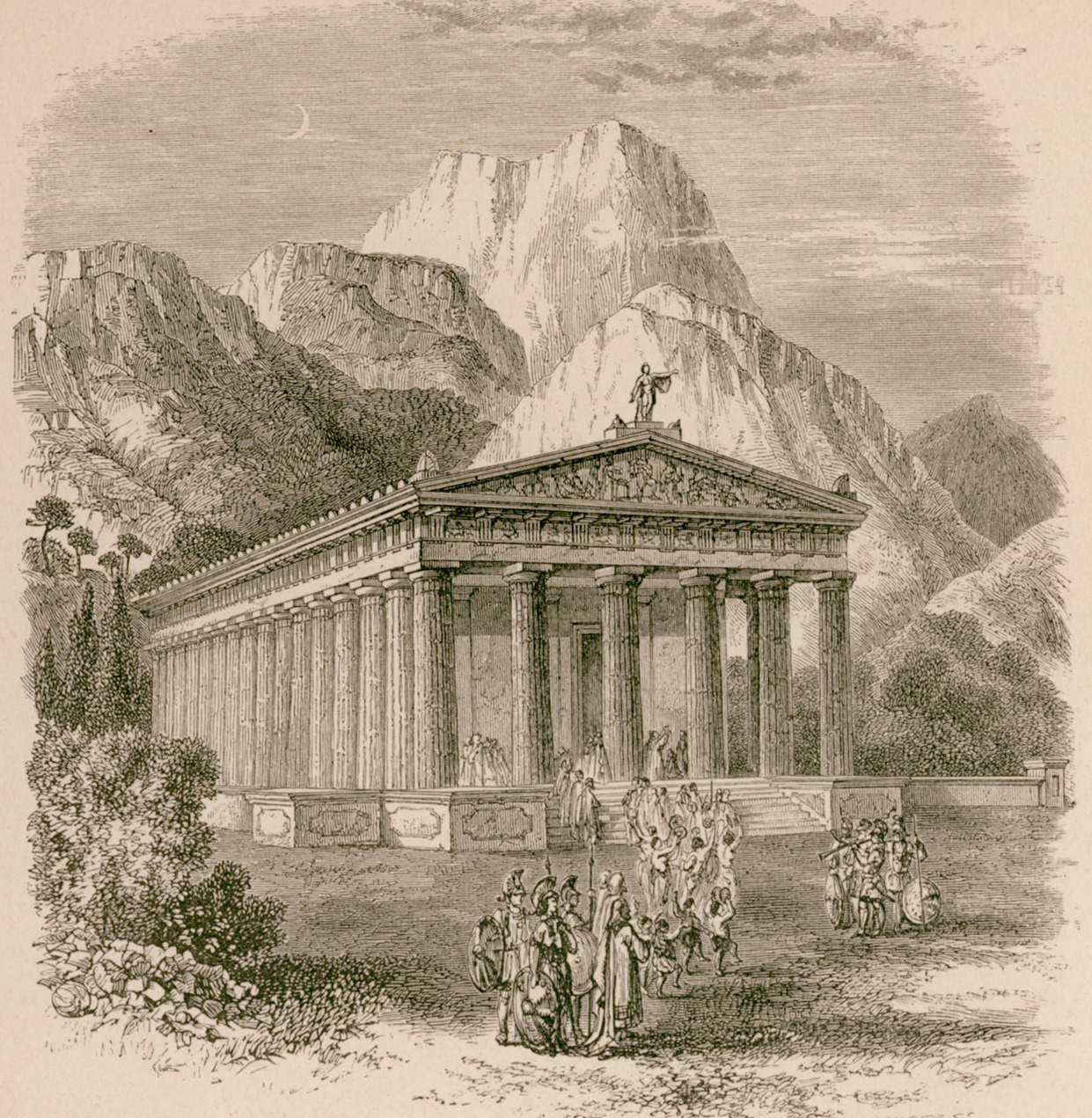
XIX-wieczna wizja antycznej świątyni (1882)
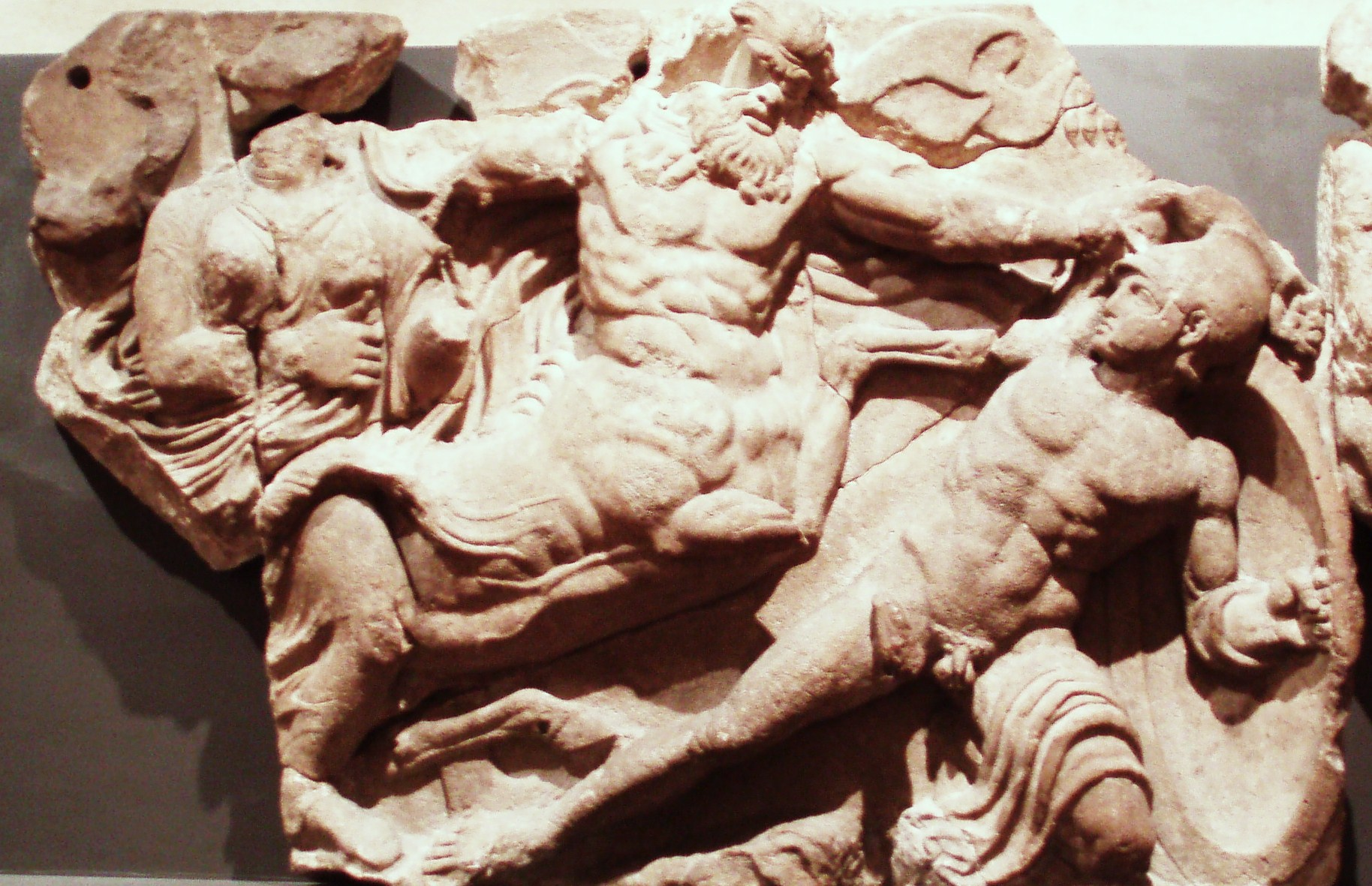
Fragment płaskorzeźby fryzu (z Muzeum Brytyjskiego)